# Uson (Masbate)
Uson ist eine philippinische Stadtgemeinde in der Provinz Masbate, in der Verwaltungsregion V, Bicol. Sie hat 56.168 Einwohner (Zensus 1. August 2015), die in 35 Barangays lebten. Sie liegt auf der Insel Masbate und wird als Gemeinde der dritten Einkommensklasse auf den Philippinen eingestuft. Das Gemeindezentrum liegt ca. 28 km südöstlich der Provinzhauptstadt Masbate City. Ihre Nachbargemeinden sind Mobo im Nordwesten, Milagros und Cawayan im Südwesten und Dimasalang im Südosten. Der lange Küstenstreifen der Gemeinde liegt an der Samar-See.

## Baranggays
| - Arado - Armenia - Aurora - Badling - Bonifacio - Buenasuerte - Buenavista - Campana - Candelaria - Centro - Crossing - Dapdap | - Del Carmen - Del Rosario - Libertad - Madao - Mabini - Magsaysay - Marcella - Miaga - Mongahay - Morocborocan - Mabuhay - Paguihaman | - Panicijan - Poblacion - Quezon - San Isidro - San Jose - San Mateo - San Ramon - San Vicente - Santo Cristo - Sawang - Simawa |